# Theologische Fakultät Fulda

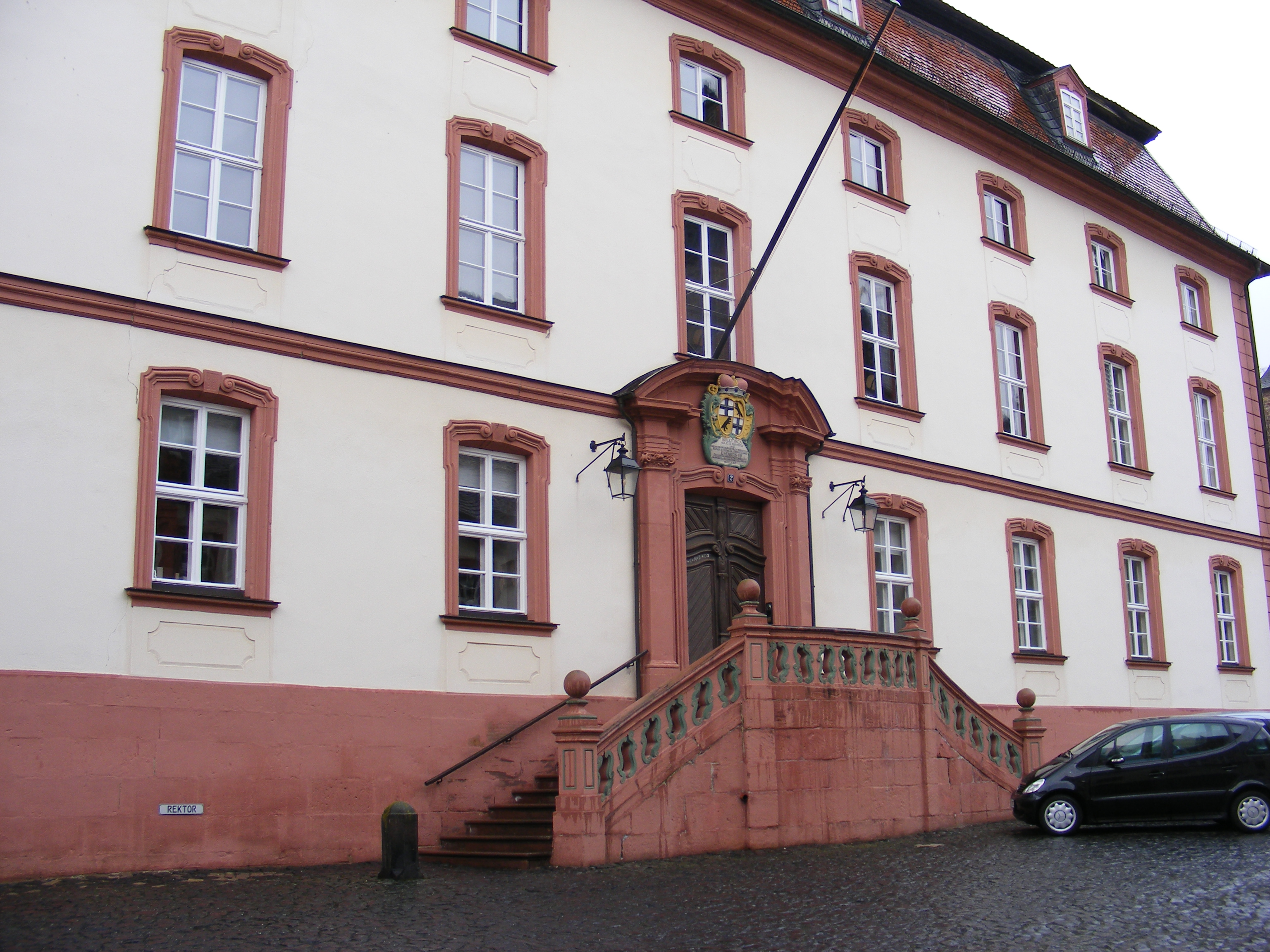
Konventsgebäude – Eingangsbereich

Die Theologische Fakultät Fulda (früher Philosophisch-Theologische Hochschule Fulda) ist eine staatlich anerkannte wissenschaftliche Hochschule in Trägerschaft des Bistums Fulda am Standort Fulda und am Standort Marburg. An ihr können akademische Grade in Katholischer Theologie erworben werden (Magister Theologiae, Diplom in Theologie, Lizenziat in Theologie, Doktor in Theologie, Habilitation in Theologie). Ab dem Wintersemester 2015/16 bot die Fakultät zudem einen sechssemestrigen Studiengang mit dem Abschluss des Bachelor of Arts Studien in Katholischer Theologie an. Bei 11 Professoren für 36 Studierende im Wintersemester 2021/22 hatte die Theologische Fakultät Fulda mit 1:3,3 die beste Betreuungsrelation (als zahlenmäßiges Verhältnis von Professoren und Studierenden) aller deutschen Hochschulen, die im Durchschnitt 1:65 beträgt.

## Geschichte
Die Hochschule sieht sich selbst in der Tradition der benediktinischen Klosterschule, die es seit der Gründung des Klosters Fulda gab und des unter Abt Balthasar von Dernbach (1570–1606) 1571 eröffneten Gymnasiums. An diesem wurden im Lauf des 17. Jahrhunderts philosophische und theologische Lehrstühle eingerichtet.
1734 stiftete Adolf von Dalberg die Universität Fulda, die 1805 aufgelöst wurde. Die Priesterausbildung wurde daraufhin im Bischöflichen Priesterseminar fortgeführt. Insbesondere von den Deutschen Bischofskonferenzen 1848 und 1874 sowie dem Papst wurde der Plan gefördert, in Fulda eine freie katholische Universität zu errichten. Zwischen 1874 und 1886 war das Priesterseminar während des Kulturkampfs geschlossen. Unter Bischof Georg von Kopp (1881–1887) wurde die Philosophisch-Theologische Lehranstalt zusammen mit dem Priesterseminar 1886 eröffnet.
Während der Amtszeit von Bischof Eduard Schick wurde mit Wirkung vom 22. Dezember 1978 die Philosophisch-Theologische Hochschule Fulda durch die Kongregation für das Katholische Bildungswesen zur Theologischen Fakultät erhoben.
Seit der Gründung des Katholisch-Theologischen Seminars an der Philipps-Universität Marburg durch den Bischöflichen Stuhl gab es eine enge Zusammenarbeit mit der Fuldaer Hochschule. Viele Professoren lehrten an beiden Hochschulen und auch in der Forschung gibt es ein enges Miteinander. Bischof Heinz Josef Algermissen verfügte am 4. Februar 2015 die Angliederung des Katholisch-Theologischen Seminars Marburg als wissenschaftliche Abteilung der Theologischen Fakultät Fulda mit weiterbestehendem Standort in Marburg.

## Gegenwart
Die Theologische Fakultät Fulda ist eine voll ausgebaute Theologische Fakultät. Derzeit (2022) sind an ihr elf ordentliche Professoren tätig, ferner wissenschaftliche Assistenten und Lehrbeauftragte. Mit dem Beginn des Wintersemesters 2010/11 wurde der neue Studiengang „Magister Theologiae“ eingeführt. An der Theologischen Fakultät Fulda können die akademischen Titel Magister, Diplom, Lizentiat, Doktorat und seit 2001 auch Habilitation erworben werden. An der Theologische Fakultät Fulda studieren 38 Studierende (Wintersemester 2020/2021). Am Standort Marburg der Theologischen Fakultät studieren circa 50 Männer und Frauen, die als Religionslehrer arbeiten möchten (Stand 2020).
Der Hochschule angegliedert sind das Archiv für Pastorale Arbeitshilfen sowie das Institut Bibliotheca Fuldensis. Die Bibliothek des bischöflichen Priesterseminars, die zugleich die Hauptbibliothek der Hochschule ist, verfügt über mehr als 350.000 Bücher und 300 laufende Zeitschriften.
Die Theologische Fakultät Fulda gibt die Fuldaer Hochschulschriften und Fuldaer Studien heraus. Die Fakultät war die Ausbildungsstätte für Priesteramtskandidaten und für die Bewerberinnen und Bewerber für den Dienst des Pastoralreferenten des Bistums Fulda, ist aber auch für alle interessierten Frauen und Männer mit allgemeiner Hochschulberechtigung offen. Die meisten ihrer Professoren sind auch am Katholisch-Theologischen Seminar der Philipps-Universität Marburg tätig, an dem 100 Studierende für das Lehramt eingeschrieben sind und mit dem die Fakultät auch durch gemeinsame Lehrveranstaltungen kooperiert. Die Hochschule veranstaltet regelmäßige Symposien und Vortragsreihen wie z. B. das Kontaktstudium.
Zum Wintersemester 2022/23 verlegte die Theologische Fakultät Fulda ihren Lehrbetrieb weitgehend an das Katholisch-Theologische Seminar der Universität Marburg. Der Magister-Studiengang läuft aus. Der Standort Fulda wird als Forschungs- und Bildungszentrum beibehalten und ausgebaut.

## Lehrstühle
- Philosophie und Geschichte der Philosophie (Bernd Goebel)
- Altes Testament (Stephan Lauber)
- Neues Testament (Christoph Gregor Müller)
- Mittlere und neuere Kirchengeschichte (N.N.)
- Dogmatik (N.N.)
- Fundamentaltheologie und Religionsphilosophie (N.N.)
- Moraltheologie und Christliche Sozialwissenschaften (Tobias Hack)
- Pastoraltheologie und Homiletik (N.N.)
- Liturgiewissenschaft und Spiritualität (Cornelius Roth)
- Religionspädagogik (Markus Tomberg)
- Kirchenrecht (Bernd Dennemarck)[14]